# خورشیدگرفتگی ۱ ژوئن ۲۰۸۷
خورشیدگرفتگی ۱ ژوئن ۲۰۸۷ (به انگلیسی: Solar eclipse of June 1, 2087) یک خورشیدگرفتگی از نوع خورشیدگرفتگی جزئی است. این خورشیدگرفتگی در تاریخ ۱ ژوئن ۲۰۸۷ میلادی (‎۱۱ خرداد ۱۴۶۶ خورشیدی) روی خواهد داد که زمان اوج آن، ساعت ۱:۲۷:۱۴ به‌وقت ساعت هماهنگ جهانی است.